# Kamešnica
 Ovo je glavno značenje pojma Kamešnica. Za druga značenja pogledajte Kamešnica (razdvojba).
Kamešnica je planina koja se nalazi na granici Hrvatske s Bosnom i Hercegovinom, između Sinja u Zagori i Livna u Završju. Cjelokupan vršni greben s najvišim vrhovima Konj (1856 m n/v), Kurljaj (1809 m) i Garjeta (1773 m) nalazi se u BiH, na samoj međi je Velika međina (1502 m), a podalje od granice s hrvatske strane ističu se Divov brig (1333 m) i Glavaš (1308 m).
Kamešnica je nastavak Dinarskog lanca planina. Obiluje geotektonskim pojavama kao što su vrtače, špilje, dolci i zaravni. S južne, hrvatske strane, s koje se pristupa cestom Sinj - Otok - Korita - Gornja Korita, dolazi se na 800 m nadmorske visine. Planinarski put dalje vodi čistom, goletnom padinom do vrha Kurljaj (1809 m) pa još nekoliko kilometara planinskim vrhuncima do najviše točke planine, vrha Konj (1856 m).
Kamešnica je privlačna za planinarenje u proljetnim i jesenskim mjesecima. Zbog izložnosti zračnim strujama i dodiru dvaju klimatskih područja moguće su nepredviđene promjene vremena pa je uvijek potreban oprez.

## Flora i fauna
Na Kamešnici se mogu naći brojne biljne vrste iznimne ljekovitosti i čistoće, poput gorske metvice, gorskog pelina, alpskih lišajeva, majčine dušice, kadulje, enciana, čemerike i mnogih drugih. Životinjski svijet nije iznimno brojan jer je planina po vrhovima goletna, pa je naseljavaju većinom gmazovi, nekoliko vrsta gušterica, brojni planinski zelembaći, poskok, planinska riđovka (mala, do 30 cm duljine) te neotrovnice, bjelouška, šara poljarica i dr. Vukovi svoje obitavalište nalaze sa sjeverne strane planine i u pošumljenim dijelovima, zajedno s lisicama, divljim svinjama, a moguć je i susret s risom i medvjedom, iako nisu često viđeni.

## Galerija
- Vrh Konj
- Vrh Konj
- Pogled s Kamešnice
- Kamešnica
- Snijeg na Kamešnici

## Vanjske poveznice
- Hrvatski planinarski savez: Kamešnica – vrh Glavaš Pristupljeno 9. travnja 2021.